# Vatoa
Vatoa es una de las islas del archipiélago de Lau de Fiyi
Vatoa es la única isla de la actual Fiyi que fue visitada por James Cook. La isla fue avistada el 2 de julio de 1774 y fue bautizada con el nombre de "Turtle Island".
La isla tiene un área de 4.45 kilómetros cuadrados (1.72 millas cuadradas) y se eleva a más de 50 metros (160 pies) sobre el nivel del mar. Se compone enteramente de piedra caliza (piedra caliza de Koroqara, grupo de la piedra caliza de Tokalau), probablemente de la era del mioceno tardío. Hay un único asentamiento, con una población de alrededor de 300 habitantes. También existen antiguas fortificaciones que ocupan la parte más alta de la isla.
Vatoa tiene precipitaciones variadas y suele ser fría debido a los vientos alisios.